# Departamento Río Hondo
Río Hondo es un departamento en la Provincia de Santiago del Estero (Argentina). Según estimaciones del INDEC en 2005 tenía 50.886 hab.

## Geografía

### Límites
- Norte con el departamento Jiménez y la provincia de Tucumán
- Sur con los departamentos Guasayán y Juan Francisco Borges
- Este con los departamentos Juan Francisco Borges, Banda y Jiménez
- Oeste con la provincia de Tucumán

### Relieve
Llanura ondulada con pendiente suave hacia el Sudeste y hacia el Noroeste, dejando en su interior lonjas convexas.

### Clima
Semiárido-moderado, subhúmedo, con temperaturas diurnas de 21° a 25 °C promedio en otoño-invierno y con precipitaciones entre 550 y 600 mm anuales, en especial de noviembre a abril. Al salir del Hemiciclo Seco, la isohieta de 800 mm se ha corrido al este de la provincia de Santiago del Estero, transformándose así, cíclicamente en húmedo.

### Vegetación
La propia de la región chaqueña, subregión del Chaco austral Gualamba, subregión del chaco leñoso, en transición al chaco serrano y monte (hacia el Sudoeste): quebracho blanco y colorado, algarrobo blanco y negro, tusca, itín, quimil, garabato, brea, quenti taco, talilla, jarilla, poleo y malva.

### Fauna
Especies terrestres y de transición: conejos, liebres, vizcachas, gato del monte, zorros, zorrinos, comadrejas, hurones, pumas, iguanas, perdices, garzas; y especies acuáticas: bagres, dorados, zocos, bogas, palometas, pejerreyes, tarariras, surubíes, etc, desde que, en la confluencia de varios caudalosos ríos se creó el embalse de Río Hondo son frecuentes los flamencos (o fenicópteros) y, durante los inviernos las grullas migratorias.

### Límites
La ley provincial N° 353, que fue sancionada el 11 de noviembre de 1911, dividió el territorio de la provincia en departamentos, estableciendo los siguientes límites para el Departamento Río Hondo:

El Departamento Río Hondo comprende el actual Departamento de ese nombre aumentado con la parte de Jiménez primero al Sudoeste de la vía férrea Central Argentino, y también con la parte de Jiménez segundo que se encuentra al Sudoeste del Río Dulce y Norte de una línea que partiendo de la esquina Sudeste del actual Departamento Río Hondo corra al Sud del lugar llamado Puerta y Monte de Rodeo y muera en el ángulo que forma el Departamento Capital.
 Los límites de este Departamento son: por el Nordeste la vía férrea Central Argentino; por el Este la actual 2da. Sección de Jiménez segundo y el Departamento Capital; por el Sur el proyectado Departamento Capital y el actual Departamento Guasayán; por el Oeste la provincia de Tucumán.
 La Capital es la Villa Río Hondo.

## Distritos
La ley provincial que fue sancionada el 3 de agosto de 1887 dividió el territorio del departamento entre los distritos de: Amicha, Quebrachos, Lescanos, Río Hondo, Sotelos, Sotelillos, Vinará, Pozuelos, Mansupa, Rincón. La asignación de localidades a cada distrito fue asignada al Poder Ejecutivo.
La ley provincial N° 260, que fue sancionada el 19 de agosto de 1910, dividió el territorio del departamento en dos secciones, cada una dividida entre los siguientes distritos:
Primera Sección
- Río Hondo
- Amicha
- Quebrachos
- Tacanas
- Aguadas
- Jiménez
- Chauchillas

Segunda Sección
- Sotelos
- Sotelillos
- Vinará
- Pozuelos
- Mansupa
- Rincón
- Aguas Termales
- Yutu Yacu

## Localidades
- Chauchillas
- Colonia Tinco
- Los Núñez
- Pozuelos
- Termas de Río Hondo
- Villa Río Hondo
- Vinará

## Sismos de Santiago del Estero
El 1 de enero de 2011 (14 años), 21 de febrero y el 2 de septiembre de 2011, varias extensas áreas fueron epicentro de sismos de 7,0; 5,9; y 6,9 grados en la escala de Richter, aunque sin causar daños ni víctimas, pues se registraron a profundidades de 600 km; y los movimientos telúricos llegaron a sacudir edificios altos en varias provincias, incluyendo la ciudad de Buenos Aires.

### Sismicidad
La sismicidad del área de Santiago del Estero es frecuente y de intensidad baja, y un silencio sísmico de terremotos medios a graves cada 40 años.
El 4 de julio de 1817 (208 años), sismo de 1817 de 7,0 Richter, con máximos daños reportados al centro y norte de la provincia, donde se desplomaron casas y se produjo agrietamiento del suelo, los temblores duraron alrededor de una semana. Se estimó una intensidad de VIII grados Mercalli. Hubo licuefacción con grandes cantidades de arena en las fisuras de hasta 1 m de ancho y más de 2 m de profundidad. En algunas de las casas sobre esas fisuras, el terreno quedó cubierto de más de 1 dm de arena.
Aunque la actividad geológica ocurre desde épocas prehistóricas, el sismo del 20 de marzo de 1861 (164 años) señaló un hito importante dentro de la historia de eventos sísmicos argentinos ya que fue el más fuerte registrado y documentado en el país. A partir del mismo la política de los sucesivos gobiernos provinciales y municipales han ido extremando cuidados y restringiendo los códigos de construcción. Pero solo con el terremoto de San Juan del 15 de enero de 1944 (81 años) los Estados provinciales tomaron real estado de la gravedad sísmica de la región.